# Anfilogino Guarisi
Amphilóquio Guarisi Marques, italienisch Anfilogino, auch bekannt als Filó (* 26. Dezember 1905 in São Paulo; † 8. Juni 1974 ebenda) war ein brasilianisch-italienischer Fußballspieler, der 1934 mit Italien Fußball-Weltmeister wurde.

## Karriere

### Verein
Guarisi, der in Brasilien unter seinem Künstlernamen Filó bekannt war, begann seine Karriere bei Portuguesa, wo sein Vater Manuel Augusto Marques der zweite Präsident der Vereinsgeschichte war. 1925 wechselte er zum Club Athletico Paulistano und spielte dort an der Seite des legendären Arthur Friedenreich. Diese Mannschaft sorgte auf einer Europatournee für Furore, als sie die Auswahl Frankreichs mit 7:2 schlug. Die Staatsmeisterschaft von São Paulo gewann er 1926, 1927 und 1929 mit Paulistano in der Amateurliga und die parallel ausgetragene Meisterschaft der Associação Paulista de Esportes Atléticos 1929 und 1930 mit SC Corinthians Paulista. 1926 wurde er mit 16 Toren Torschützenkönig.
1931 wechselte Filó, der eine italienische Mutter hatte, zu Lazio Rom. Hier wurde er Teil einer Mannschaft, welche als Brasilazio bezeichnet wurde. Der Begriff wurde verwendet, um Lazio in der Zeit von der Saison 1931/32 bis zur Saison 1934/35 zu definieren. Der Grund für diesen Namen lag in der massiven Präsenz von italienisch-brasilianischen Spielern im Team. Bereits 1930/31 hatte Lazio die Vettern João Fantoni und Nininho, verpflichtet, die von Palestra Itália aus Belo Horizonte kamen. Zu den beiden kamen im Sommer 1931 sieben weitere Spieler aus Brasilien hinzu. In seinen ersten Spielen konnte er noch nicht vollständig überzeugen. Filó meinte hierzu, dass ihm noch geeignete Schuhe aus seiner Heimat fehlen würden. Dieses wurde zunächst als Ausrede betrachtet. Nachdem entsprechende Schuhe eintrafen, verbesserten sich seine Leistungen so sehr, dass er bald als einer der besten Spieler des Klubs angesehen wurde.
Guarisi kehrte nach Brasilien zurück und gewann die Meisterschaft von São Paulo 1937 mit Corinthians. Anfang des Jahres 1938 kehrte er zu Lazio zurück, bestritt aber nur zwei Spiele. Noch im selben Jahr kehrte er zu Corinthians zurück. Anschließend mit dem Verein der italienischen Gemeinde Palestra Itália, der heutigen SE Palmeiras. Er war erst der dritte Spieler, welche von Corinthians zum Lokalrivalen Palmeiras wechselte. Dort beendete er 1940 seine Karriere.

### Nationalmannschaft
Am 6. Dezember 1925 gab Guarisi sein Debüt in der brasilianischen Fußballnationalmannschaft und erzielte beim 5:2 gegen Paraguay ein Tor. Im gleichen Jahr nahm er an der Campeonato Sudamericano teil. Wegen Streitigkeiten der brasilianischen Landesverbände wurden nur Spieler aus Rio de Janeiro für die Fußball-Weltmeisterschaft 1930 in Uruguay nominiert, so dass Guarisi nicht an der WM teilnehmen konnte.
1932 später wurde Guarisi in Italien eingebürgert und debütierte am 14. Februar 1932 beim 3:0-Siege gegen die Schweiz in der italienischen Nationalmannschaft. 1934 wurde Anfilogino Guarisi von Nationaltrainer Vittorio Pozzo in den Kader der Azzurri für die Weltmeisterschaft 1934 berufen, die Italien im eigenen Land gewann. Guarisi kam beim 7:1-Erfolg im Achtelfinale gegen die USA zum Einsatz. Außerdem gehörte er auch zur siegreichen Mannschaft im Europapokal der Nationalmannschaften 1933–1935.

## Erfolge
- Weltmeister: 1934 (mit Italien)
- Europapokal der Fußball-Nationalmannschaften: 1933–1935 (mit Italien)
- Staatsmeisterschaft von São Paulo:
  - 1926, 1927, 1929 (LPF) (mit Paulistano)
  - 1929 (APEA), 1930, 1937 (mit Corinthians)
  - 1940 (mit Palestra Itália)